# Harry Edison

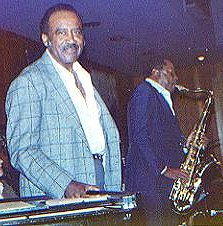
Harry "Sweets" Edison y Eddie "Lockjaw" Davis (saxo tenor) en el Village Jazz Lounge del Walt Disney World.

Harry Edison (n. Columbus (Ohio), 10 de octubre de 1915 - f. 27 de julio de 1999), también conocido como Harry "Sweets" Edison o Sweets Edison, fue un trompetista estadounidense de jazz, representante del swing y, en general, de la corriente tradicional del jazz. Fue una de las influencias más reconocibles en Dizzy Gillespie.

## Biografía
Tras tocar en orquestas locales de Columbus, en 1933 se unió a la orquesta de Jeter-Pillars. Estuvo dos años en San Luis y luego se trasladó a Nueva York, donde trabajó con Lucky Millinder para luego en junio de 1938 unirse a Count Basie, con cuya orquesta se mantuvo hasta que se disolvió en 1950. Durante esta etapa, apareció en numerosas grabaciones, en el corto cinematográfico Jammin' the Blues de 1944 y se hizo con el sobrenombre de "Sweets" (por el tono de su toque) impuesto por Lester Young.
Harry Edison tenía 23 años cuando se unió a The Count Basie Band justo antes de la Navidad en 1937. Al igual que Billie Holiday, el apodo de Harry le fue dado por Lester Young. Edison decía al respecto: "Lester tenía facilidad para dar sobrenombres. Me alegró que un hombre tan grande como Lester Young me apodara, 'Sweets'. Me encanta comer algo dulce, es cierto, y me gusta tocar con una calidad dulce, pero nunca le pregunté a Lester por qué me dio ese nombre."
A diferencia de otras bandas en la Era Swing, la banda Basie no se basaba en arreglos escritos. Edison dijo al respecto: "Las grandes bandas tenían arreglos, el gran Duke Ellington, Tommy Dorsey, Jimmy Dorsey, Benny Goodman, todas las bandas tenían música escrita. No teníamos mucha música escrita en la Banda de Basie, así que todos tocaban solos, creo que esa es la razón por la que tantos grandes solistas salieron de The Count Basie Band. De todos modos, no éramos buenos lectores, incluyendo a Count Basie, Así que tuvimos suerte ".
Sweets Edison dejó la banda de Basie en 1950 y comenzó una nueva carrera como freelancer que lo convirtió en uno de los músicos más solicitados en los estudios, a menudo trabajando dos o tres sesiones de grabación al día. Tocó en bandas sonoras de películas (Lady Sings the Blues, Houseboat), actuó en bandas de estudio de televisión (Hollywood Palace, The Rosemary Clooney Show) y fue director musical de Sanford & Son.
Durante una década, Sweets trabajó con Frank Sinatra y se hizo famoso por sus subrayados de trompeta apagados detrás de la voz grabada de Sinatra. Edison también colaboró con otros cantantes como Nat King Cole, Ella Fitzgerald y otros.
En su actuación en el Riverwalk Jazz de 1993, Edison habló de las estrellas de su época: "Siempre se podía saber quién estaba tocando en un disco porque todos tenían su propio sonido." Nunca confundirías a Billie Holliday o Nat King Cole con ningún otro. Louis Armstrong, Benny Goodman, todos ellos tenían su propio sonido y se reconocía enseguida. Todos los músicos solían decir que prefieren ser el peor "original" del mundo que el mejor "imitador" del mundo.
En los años cincuenta, Edison realizó giras dentro del programa de Jazz at the Philharmonic, se instaló en Los Ángeles y ganó todavía más reputación acompañando en estudio a grandes artistas como Frank Sinatra. Trabajó también ocasionalmente con Basie en los sesenta y en los setenta formó equipo con Eddie "Lockjaw" Davis; grabó también un disco de dúos para Pablo con Oscar Peterson.
Las grabaciones de Edison aparecieron en sellos como Pacific Jazz, Verve, Roulette, Riverside, Vee-Jay, Liberty, Sue, Black & Blue, Pablo, Storyville y Candid, entre otros. 
Harry Edison murió en 1999 a la edad de 83 años. Fue sepultado en el Glen Rest Memorial Estate en Reynoldsburg, Ohio.

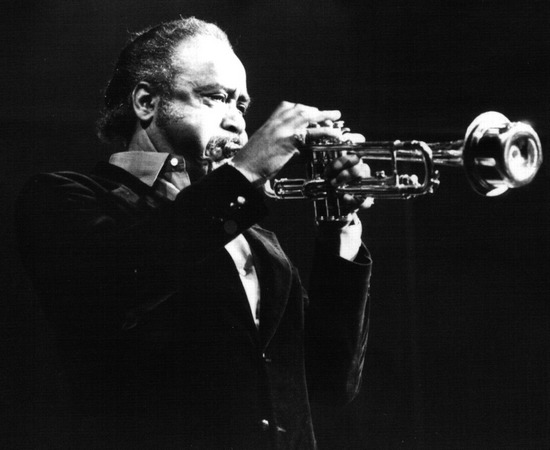
Harry Edison en 1980

## Discografía

### Como leader
- Buddy and Sweets (Norgran, 1955) with Buddy Rich
- Pres and Sweets (Norgran, 1955) with Lester Young
- Sweets (Clef, 1956)
- Gee, Baby Ain't I Good To You (Verve, 1957) with Ben Webster
- Jazz Giants '58 (1958) – with Stan Getz and Gerry Mulligan
- The Swinger (Verve, 1958)
- Mr. Swing (Verve, 1958)
- Sweetenings (Roulette, 1958)
- Harry Eddison Swings Buck Clayton and Vice Versa (Verve, 1958) – with Buck Clayton
- Patented by Edison (Roulette, 1960)
- Together (Roulette, 1961) – with Joe Williams
- Jawbreakers (Riverside, 1962) – with Eddie "Lockjaw" Davis
- Ben and "Sweets" (with Ben Webster, 1962)
- The Trumpet Kings Meet Joe Turner (with Big Joe Turner, Dizzy Gillespie, Roy Eldridge and Clark Terry, Pablo, 1974)
- Oscar Peterson and Harry Edison (1974)
- Oscar Peterson and the Trumpet Kings – Jousts (1974)
- Edison's Lights (1976)
- Oscar Peterson + Harry Edison + Eddie "Cleanhead" Vinson (1986)

### Como sideman
Con Count Basie
- The Original American Decca Recordings (GRP, 1937–39 [1992])
- Memories Ad-Lib (Roulette, 1958)
- Breakfast Dance and Barbecue (Roulette, 1959)
- Live at the Sands (Before Frank) (Reprise, 1966 [1998])
- Hollywood...Basie's Way (Command, 1967)
- Basie's Beat (Verve, 1967)
- Basie's in the Bag (Brunswick, 1967)
- Standing Ovation (Dot, 1969)

Con Harry Belafonte
- An Evening with Belafonte (RCA Victor, 1957)

Con Louis Bellson
- Skin Deep (Norgran, 1953)
- Drumorama! (Verve, 1957)
- Music, Romance and Especially Love (Verve, 1957)
- Louis Bellson at The Flamingo (Verve, 1957)
- Thunderbird (Impulse!, 1965)

Con Bob Brookmeyer y Zoot Sims
- Stretching Out (United Artists, 1958)

Con Ray Bryant
- Madison Time (Columbia, 1960)

Con Hoagy Carmichael
- Hoagy Sings Carmichael (Pacific Jazz, 1956)

Con James Carter
- Conversin' with the Elders (Atlantic, 1996)

Con Dolo Coker
- Third Down (Xanadu, 1977)

Con Nat King Cole
- After Midnight (Capitol, 1957)

Con Clifford Coulter
- Do It Now! (Impulse!, 1971)

Con Sammy Davis Jr
- It's All Over but the Swingin' (Decca, 1957)

Con Billy Eckstine
- Billy's Best! (Mercury, 1958)

Con Duke Ellington y Johnny Hodges
- Side by Side (Verve, 1959)
- Back to Back (Verve, 1959)

Con Herb Ellis
- Ellis in Wonderland (Verve, 1956)

Con Ella Fitzgerald
- Ella Fitzgerald Sings the Cole Porter Songbook (1956, Verve)
- Get Happy! (1959, Verve)
- Hello, Love (1960, Verve)
- Whisper Not (1967, Verve)
- 30 by Ella (1968, Capitol)
- Ella Loves Cole (1972, Capitol)
- Fine and Mellow (1974, Pablo)
- All That Jazz (1989, Pablo)

Con Gil Fuller
- Gil Fuller & the Monterey Jazz Festival Orchestra featuring Dizzy Gillespie (Pacific Jazz, 1965)

Con Dizzy Gillespie
- Jazz Recital (Norgran, 1955)

Con Jimmy Giuffre
- The Jimmy Giuffre Clarinet (Atlantic, 1956)

Con Billie Holiday
- Music for Torching (Norgran, 1955)
- Velvet Mood (Clef, 1956)
- Lady Sings the Blues (Clef, 1956)
- Body and Soul (Verve, 1957)
- Songs for Distingué Lovers (Verve, 1957)
- All or Nothing at All (Verve, 1958)

Con Milt Jackson
- Memphis Jackson (Impulse!, 1969)

Con Illinois Jacquet
- Illinois Jacquet and His Orchestra (Verve, 1956)

Con Quincy Jones
- Go West, Man! (ABC Records, 1957)
- The Birth of a Band! (Mercury, 1959)
- Walk, Don't Run (Verve, 1966)

Con Barney Kessel
- To Swing or Not to Swing (Contemporary, 1955)

Con Carole King
- Rhymes & Reasons (A&M, 1972)

Con B.B. King
- Live at the Apollo (1991)

Con Gene Krupa y Buddy Rich
- Krupa and Rich (Clef, 1956)

Con Lambert, Hendricks, & Ross
- Lambert, Hendricks, & Ross! (Columbia, 1960)

Con el Modern Jazz Quartet
- MJQ & Friends: A 40th Anniversary Celebration (Atlantic, 1994)

Con The Pointer Sisters
- That's a Plenty (Blue Thumb, 1974)

Con Buddy Rich
- The Swinging Buddy Rich (Norgran, 1954)
- The Wailing Buddy Rich (Norgran, 1955)
- This One's for Basie (Verve, 1956)
- Buddy Rich Sings Johnny Mercer (Verve, 1956)
- Buddy Rich Just Sings (Verve, 1957)
- Richcraft (Mercury, 1959)

Con Shorty Rogers
- Shorty Rogers Courts the Count (RCA Victor, 1954)
- Martians Come Back! (Atlantic, 1955 [1956])
- Way Up There (Atlantic, 1955 [1957])
- Shorty Rogers Plays Richard Rodgers (RCA Victor, 1957)

Con Frank Sinatra y Count Basie
- It Might as Well Be Swing (Reprise, 1964)
- Sinatra at the Sands (Reprise, 1966)

Con Mel Tormé
- Mel Tormé Live at the Fujitsu–Concord Festival 1990 (Concord, 1990)
- Night at the Concord Pavilion (Concord, 1990)

Con Sarah Vaughan
- Dreamy (Roulette, 1960)
- The Divine One (Roulette, 1961)

Con Lester Young
- Going for Myself (Recorded 1957–1958)
- Laughin' to Keep from Cryin' (1958)

Con Teddy Wilson
- Teddy Wilson & His All Stars (Chiaroscuro, 1995)

Con varios artistas
- Jazz at Santa Monica Civic '72 (Pablo, 1973)
- Jazz at the Philharmonic – Yoyogi National Stadium, Tokyo 1983: Return to Happiness (1983, Pablo)

Con Red Holloway
- Live at the Floating Jazz Festival (Chiaroscuro, 1997)